# Об'єднана кредитна спілка
Об'́єднана кред́итна спíлка — це неприбуткова організація, заснована кредитними спілками на кооперативних засадах з метою сприяння фінансовій стабільності кредитних спілок та об'єднання тимчасово вільних коштів своїх членів для їх взаємокредитування. Мінімальна кількість учасників об'єднаної кредитної спілки має бути не менше десяти кредитних спілок. Кредитна спілка може бути учасником лише однієї об'єднаної кредитної спілки.
Об'єднана кредитна спілка створюється на базі членства в асоціації кредитних спілок (Стаття 25 Закону України «Про кредитні спілки»)
В Україні працює 2 всеукраїнські об'єднані кредитні спілки:
- Українська об'єднана кредитна спілка — об'єднана кредитна спілка, яка працює на базі Всеукраїнської асоціації кредитних спілок
- Об'єднана кредитна спілка «Національної асоціації кредитних спілок» — об'єднана кредитна спілка, яка працює на базі Національної асоціації кредитних спілок